# Ларино (Псковская область)
Ларино — деревня в Бережанской волости Островского района Псковской области.
Расположена на левом берегу реки Утроя, при её впадении в Великую, в 11 км кзападу от центра города Остров и в 3 км к западу от деревни Рубилово.
Численность населения деревни по состоянию на 2000 год составляла 2 человека.
До 2005 года деревня входила в состав ныне упразднённой Калининской волости с центром в д. Рубилово.